# نظرية التداخل
نظرية التداخل هي نظرية تتناول الذاكرة البشريّة. يحدث التداخل أثناء التعلّم. وهي الفكرة التي تقول أن الذكريات المحفوظة في الذاكرة الطويلة الأمد منسيّة، ولا يمكن أن تُستَعاد إلى الذاكرة القصيرة الأمد. يحدث هذا بسبب تداخل الذاكرة أو بسبب إعاقة إحدى الذاكرتين للأخرى. تُحفَظ في مخزن الذاكرة الطويلة الأمد أعداد ضخمة من الذكريات. يكمن التحدّي لاستعادة الذكريات في استدعاء الذكرى المعيّنة والتعامل معها في المجال المؤقّت الذي تقدّمه الذاكرة القصيرة الأمد. يؤثّر الحفاظ على المعلومات بالنظر إلى وقت حفظها في الذاكرة الطويلة الأمد في قوّة التداخل. والتداخل نوعان:
- التداخل الاستباقيّ.
- التداخل الرجعيّ.

## لمحة تاريخية
يُعزى إلى جون بيرغستروم إجراء أوّل دراسة عن التداخل عام 1892. كانت تجربته تشبه تجربة تأثير ستروب، وتطلّبت أن يرتّب الذين تُجرى عليهم الدراسة مجموعتين من ورق مكتوبٍ عليه كلمات في سَيْرَين. عندما تغيّر مكان السير الثاني، بطؤ الترتيب، وهو ما يظهر أن المجموعة الأولى من قواعد الترتيب تداخلت مع تعلّم المجموعة الجديدة.استمرّ علماء النفس الألمانيون في هذا المجال، إذ درس جورج إلياس مولر وبيلزكر في عام 1900 التداخل الرجعيّ. استعمل مولر عبارة «الكبح الترابطيّ» مصطلحًا جامعًا للكبح الرجعيّ والكبح الاستباقي، وهو ما أربك الأمريكيين بعد ذلك.
كان التقدّم الكبير التالي على يد عالم النفس الأمريكي بنتون أندروود عام 1957. راجع أندروود منحني إبينغاوس الكلاسيكي للتعلم، ووجد أن كثيرا من النسيان كان راجعًا إلى التداخل مع معلومات تُعُلّمت سابقًا.
في عام 1924، أظهر جيمس جنكنز وكارل دالنباخ أن التجارب اليومية قد تتداخل مع الذاكرة في تجربة كان من نتائجها أن التذكّر بعد فترة من النوم أفضل من التذكّر بعد الفترة نفسها من النشاط. وتقدّمت الولايات المتحدة مرّة أخرى في المجال عام 1932 حين اقترح جون ألكسندر مكغوتش أن تحلّ نظرية التداخل محلّ نظرية التلف. كان أحدث تحوّل في الصيغة عندما اقترح أندروود أن الكبح الاستباقي أهم من الكبح الرجعي عندما يتعلّق الأمر بالنسيان.

## التداخل الاستباقيّ
التداخل الاستباقيّ هو تدخّل ذكريات قديمة عند محاولة استرجاع ذكريات أحدث. يعدّ التداخل الاستباقيّ أقلّ نوعي التداخل شيوعًا وإشكالًا بالقياس إلى التداخل الرجعيّ. افتُرِض من قبل أن نسيان الذكريات الفاعلة لا يكون إلا بطريقة التداخل الاستباقي.

### السياق
يحدث التداخل الاستباقيّ عند تعلّم أشياء في سياق يشبه السياق الذي تُعُلّمت فيه من قبل أشياء أخرى. من الأمثلة الشائعة عن التداخل الاستباقي مراقبة تداخل قدراتٍ حركيّة سابقة في مهارة معيّنة مع مجموعة جديدة من القدرات الحركية المتعلّمة في مهارة أخرى. يرتبط التداخل الاستباقيّ كذلك بصعوبة التمييز بين القوائم، وهو ما يحدث عندما يُطلَب إلى المشاركين أن يحكموا على عنصرٍ هل ظهرَ في قائمة تعلّموها من قبل. إذا كان الشيئان المتعلَّمان مرتبطان من حيث المفهوم، فإن أثر التداخل الاستباقيّ أكبر عند ذلك. اكتشف ديلوس ويكنز أن التداخل الاستباقيّ يتفعّل عندما يحدث تغير على مجموعة الأشياء المتعلّمة، وهو ما يزيد المعالجة في الذاكرة القصيرة الأمد. يمكن أن يقلل تقديم مهارات جديدة في الممارسة التداخل الاستباقيّ الذي يرغب به المشاركون إذ يجعلهم قادرين على تخزين ذكريات جديدة في الذاكرة الطويلة الأمد.

### بِنى الدماغ
تعدّ طريقة المسابير الحديثة الطريقة الرائدة في اختبار التداخل الاستباقيّ في الدماغ. أولًا، تختبر أدمغة المشاركين عندما يحفظون مجموعة من العناصر في الذاكرة. ثمّ يُطلَب إليهم أن يتذكّروا عنصرًا معيّنًا. ومن ثمّ، باستخدام تقنية المسابير الحديثة وتقنية التصوير بالرنين المغناطيسي الوظيفي، ظهر أن الآليات الدماغية المشاركة في عملية حلّ التداخل الاستباقيّ كانت القشرة الدماغية في الفص الجبهي البطني، والقشرة الدماغية الجبهية الأمامية اليسارية.

### البحث العلمي

#### مع القوائم
درس الباحثون الأثر المشترك للتداخل الاستباقي والجبهي باستعمال قوائم من الأشياء التي يُطلَب تذكّرها. وكما كان المتوقّع، أُعيق التذكّر بزيادة عدد العناصر في كلّ قائمة.أثّر التداخل الاستباقيّ أيضا في التعلّم عند التعامل مع قوائم متعددة. تعلّم المشاركون في الدراسة قائمة من 10 صفات مزدوجة.يعدّ القائمون على التجربة القائمة متعلَّمة إذا استطاع المشارك أن يتذكّر ثمانية عناصر من أصل عشرة على نحو صحيح. بعد يومين، استطاع المشاركون أن يتذكّروا نحو 70% من العناصر. ومع ذلك، فإن الذين طُلب إليهم أن يحفظوا قائمة جديدة في اليوم الذي تلا حفظ القائمة الأولى لم يستطيعوا أن يتذكروا إلا 40% منها. أما الذين تعلّموا قائمة ثالثة فلم يستطيعوا إلا تذكّر 25% من عناصرها. من هنا ظهر أن التداخل الاستباقيّ أثّر في التذكّر الصحيح لآخر قائمة تُعُلِّمت، بسبب القائمة أو القائمتين اللتين سبقتاها. من ناحية النسيان، فإن أثر التداخل الاستباقيّ فيه دعمته دراسات أخرى استعملت طرائق مختلفة. كان أثر التداخل الاستباقيّ أقلّ عندما جُعل الاختبار مفاجئًا وعندما كانت القائمة الجديدة مختلفة تماما عن القائمة المتعلَّمَة سابقًا.

#### أداء السعة
يشير أداء السعة إلى سعة الذاكرة الفاعلة. يُفتَرَض أن أداء السعة يتحدد بفهم اللغة، والقدرة على حل المشاكل، والذاكرة.يؤثّر التداخل الاستباقيّ في حساسية محدّدات أداء السعة، إذ إن أداء السعة في التجارب اللاحقة كان أسوأ منه في التجارب السابقة.أمّا في المهامّ المفرَدة، فكان للتداخل الاستباقي أثر أقل على المشاركين ذوي السعة الكبيرة في الذاكرة الفاعلة منه على المشاركين ذوي السعة الصغيرة. وأما في المهام المزدوجة، فكان النوعان على قدر واحد من الحساسيّة.
وخلافًا لهذا، حاول البعض أن يحقق في علاقة التداخل الاستباقيّ عندما يحدث النسيان. صمم تورفي وويتلينغر تجربة ليختبروا آثار أرتال مثل «عدم التذكّر» و«عدم الاستحضار» على مادّة متعلَّمة حديثًا. أمّا «عدم التذكّر» فكان له أثر كبير في الحدّ من التداخل الاستباقيّ، وأما المعلومات التي كان في رتل «عدم الاستحضار» فلم يقلّ فيها أثر التداخل الاستباقيّ بشكل ملحوظ. ومن ثمّ فإن هذه الأرتال المترابطة لا تتحكم مباشرة بالأثر المحتمَل للتداخل الاستباقي في اتّساع الذاكرة القصيرة الأمد.
أظهر التداخل الاستباقيّ أثرًا في مرحلة التعلّم من ناحية المحفّزات في مرحلتي الاكتساب والاسترجاع لمهمّات سلوكيّة للبشر، كما وجد كاسترو وأورتيجا وماتوته. حقق هؤلاء العلماء في أمر سؤالين رئيسين مع 106 مشتركين هما: إذا تُعُلّم أنّ رتلين يُشيران إلى النتيجة نفسها (واحدًا بعد آخر) فهل يتأخر تداعي نتيجة الرتل الثاني؟ والثاني: إذا تُعُلِّم الارتباط الثاني بالكامل، فهل سيبقى تأثير على التجارب اللاحقة؟ أظهر البحث، كما تُوُقّع، تأخّرًا وضعفًا في التداعي، نتيجة لتأثير التداخل الاستباقيّ.

## بيولوجيا الأعصاب

### دراسات الرنين المغناطيسي الوظيفي ذات الصلة بالموضوع

#### تأثيرا ستروب وسايمون
روقب أداء تأثيري ستروب وسايمون لدى عشرة بالغين شباب أصحاء باستخدام المسح بالتصوير بالرنين المغناطيسي. أُخِذَت صور وظيفية في فواصل زمنية محددة أثناء فحص كل مادة. كان تنشيط الدماغ خلال تأثيري ستروب وسايمون متماثلاً بشكل ملحوظ، ويشمل ذلك تنشيط: القشرة الحزامية الأمامية، والقشرة الحركية الإضافية، والقشرة الترابطية الإبصارية، والقشرة الصدغية السفلية، والقشرة الجدارية السفلية، والقشرة الجبهية السفلية، والقشرة أمام الجبهية الظهرية الوحشية، والنواة الذنبية. تنشّط تأثيرات التداخل في تأثيري ستروب وسايمون المناطق الدماغية نفسها في توزيعات زمنية متماثلة.

## التطبيقات

### الإعلانات
ثبت حدوث تناقص عملية الاسترجاع حين يشاهد المستهلكون لاحقاً إعلانًا لعلامة تجارية منافسة في نفس فئة المنتج. لا يؤدي التعرض للإعلانات المشابهة اللاحقة إلى حدوث تداخل لدى المستهلكين حين تُقيّم العلامات التجارية بناءً على احتمالية الشراء. يدل ذلك على أن هدف معالجة البيانات يستطيع أن يعدل من آثار تداخل الإعلانات التنافسية. لا تتداخل إعلانات العلامات التجارية التنافسية في استرجاع المستهلك للإعلان في الماضي فحسب، بل تتداخل أيضًا مع تعلم معلومات العلامة التجارية المميزة الجديدة في المستقبل.

### الحد من تداخل الإعلانات التنافسية
يحسن التكرار من استدعاء اسم العلامة التجارية عندما يُعرَض بمفرده. حين قُدِّمت إعلانات تنافسية، تبين أن التكرار لم يؤدِ لأي تحسن في استدعاء اسم العلامة التجارية بعد تعرض وحيد. تداخلت الإعلانات التنافسية مع التعلم المضاف من التكرار. ولكن، حين عُرِض اسم العلامة التجارية المستهدفة باستخدام تنفيذات إعلانية متنوعة، نَقص التداخل. يؤدي تقديم الإعلانات بطرق متعددة (بصرية وسمعية) إلى تقليل التداخل المحتمل نظرًا لوجود عدد أكبر من الارتباطات أو المسارات لبدء الاسترجاع أكثر مما لو استُخدِمت طريقة واحدة فقط. هذا هو مبدأ تعلم الوسائط المتعددة. بالإضافة إلى ذلك، يزداد التداخل حين تقدَّم الإعلانات المنافسة بنفس الطريقة. بالتالي، عبر تقديم الإعلانات بطرق متعددة، تزداد فرصة حصول العلامة التجارية المستهدفة على نماذج فريدة.